# Haveluy
Haveluy est une commune française située dans le département du Nord (59), en région Hauts-de-France.

## Géographie
Située dans le triangle Valenciennes (11 km) - Saint-Amand-les-Eaux (sources thermales, 12 km) - Denain (3 km), Haveluy est voisine de Wallers-Arenberg à environ 2 km de la célèbre Tranchée d'Arenberg (Drève des Boules), connue de tous les amateurs de Paris-Roubaix. Elle est située à 50 km de Lille.

### Communes limitrophes
| Wallers |         | Bellaing |
|         | Haveluy | Oisy     |
|         | Denain  |          |

### Hydrographie

#### Réseau hydrographique
La commune est située dans le bassin Artois-Picardie. Elle est drainée par le Long Coron,,.

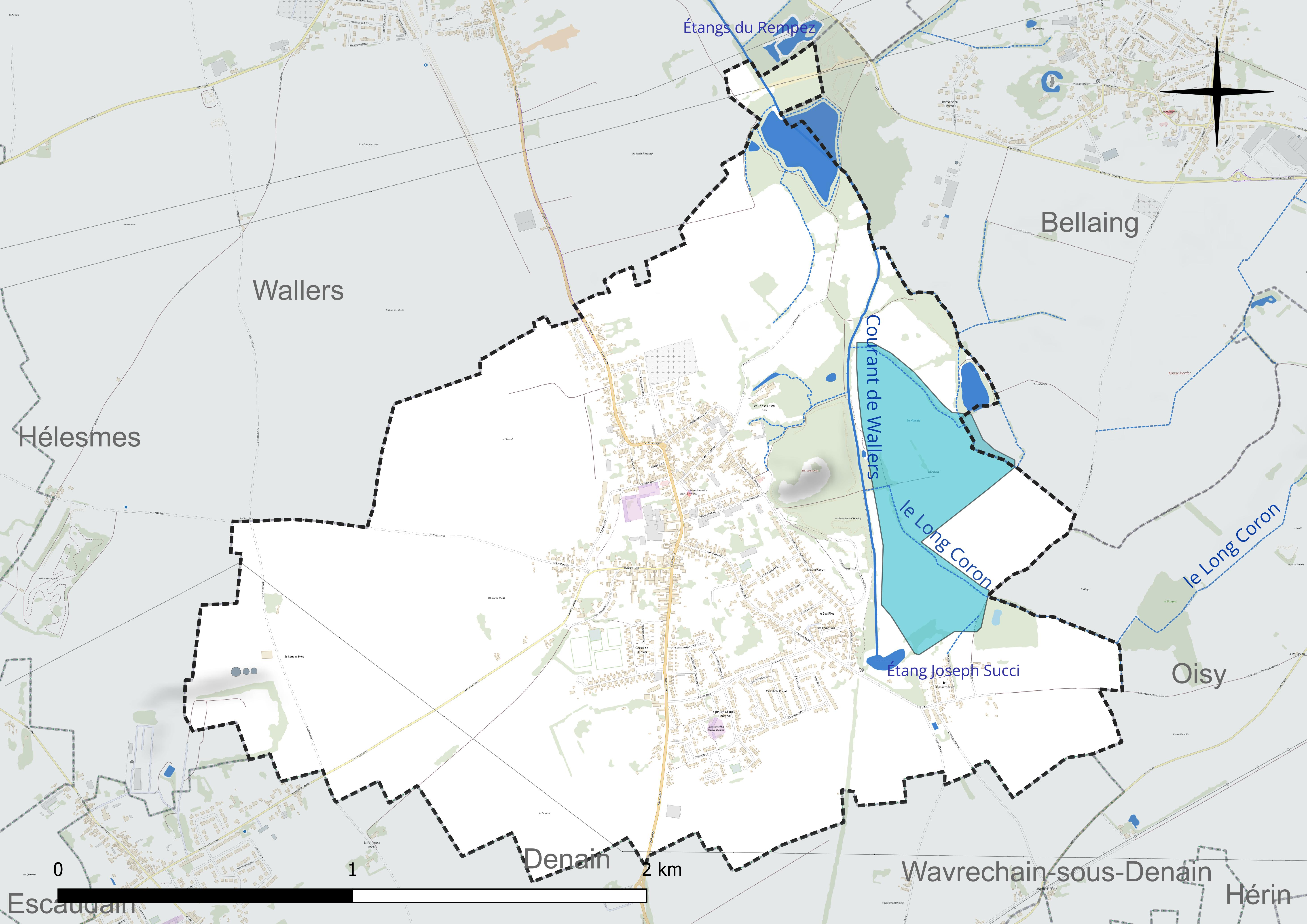
Réseau hydrographique d'Haveluy.

Un plan d'eau complète le réseau hydrographique : l'étang Joseph Succi (0,6 ha),.

#### Gestion et qualité des eaux
Le territoire communal est couvert par le schéma d'aménagement et de gestion des eaux (SAGE) « Scarpe aval ». Ce document de planification concerne un territoire de 624 km2 de superficie, délimité par le bassin versant de la Scarpe aval, comprenant la Pévèle, la plaine de la Scarpe et le bassin minier avec l'Ostrevent. Le périmètre a été arrêté le 18 mars 1997 et le SAGE proprement dit a été approuvé le 12 mars 2009, puis révisé le 5 juillet 2021. La structure porteuse de l'élaboration et de la mise en œuvre est le parc naturel régional Scarpe-Escaut. 
La qualité des cours d'eau peut être consultée sur un site dédié géré par les agences de l'eau et l'Agence française pour la biodiversité. 

### Climat
Pour des articles plus généraux, voir Climat des Hauts-de-France et Climat du Nord.
En 2010, le climat de la commune est de type climat océanique dégradé des plaines du Centre et du Nord, selon une étude du CNRS s'appuyant sur une série de données couvrant la période 1971-2000. En 2020, Météo-France publie une typologie des climats de la France métropolitaine dans laquelle la commune est dans une zone de transition entre le climat océanique et le climat océanique altéré et est dans la région climatique  Nord-est du bassin Parisien, caractérisée par un ensoleillement médiocre, une pluviométrie moyenne régulièrement répartie au cours de l'année et un hiver froid (3 °C). 
Pour la période 1971-2000, la température annuelle moyenne est de 10,6 °C, avec une amplitude thermique annuelle de 14,8 °C. Le cumul annuel moyen de précipitations est de 712 mm, avec 12,8 jours de précipitations en janvier et 9,5 jours en juillet. Pour la période 1991-2020, la température moyenne annuelle observée sur la station météorologique la plus proche, située sur la commune de Valenciennes à 9 km à vol d'oiseau, est de 11,0 °C et le cumul annuel moyen de précipitations est de 694,1 mm,. Pour l'avenir, les paramètres climatiques de la commune estimés pour 2050 selon différents scénarios d'émission de gaz à effet de serre sont consultables sur un site dédié publié par Météo-France en novembre 2022.

## Urbanisme

### Typologie
Au 1er janvier 2024, Haveluy est catégorisée ceinture urbaine, selon la nouvelle grille communale de densité à sept niveaux définie par l'Insee en 2022.
Elle appartient à l'unité urbaine de Haveluy, une unité urbaine monocommunale constituant une ville isolée,. Par ailleurs la commune fait partie de l'aire d'attraction de Valenciennes (partie française), dont elle est une commune de la couronne,. Cette aire, qui regroupe 102 communes, est catégorisée dans les aires de 200 000 à moins de 700 000 habitants,.

### Occupation des sols
L'occupation des sols de la commune, telle qu'elle ressort de la base de données européenne d'occupation biophysique des sols Corine Land Cover (CLC), est marquée par l'importance des territoires agricoles (73,8 % en 2018), une proportion sensiblement équivalente à celle de 1990 (74,5 %). La répartition détaillée en 2018 est la suivante : 
terres arables (50,1 %), zones urbanisées (26,2 %), prairies (23,7 %). L'évolution de l'occupation des sols de la commune et de ses infrastructures peut être observée sur les différentes représentations cartographiques du territoire : la carte de Cassini (XVIIIe siècle), la carte d'état-major (1820-1866) et les cartes ou photos aériennes de l'IGN pour la période actuelle (1950 à aujourd'hui).

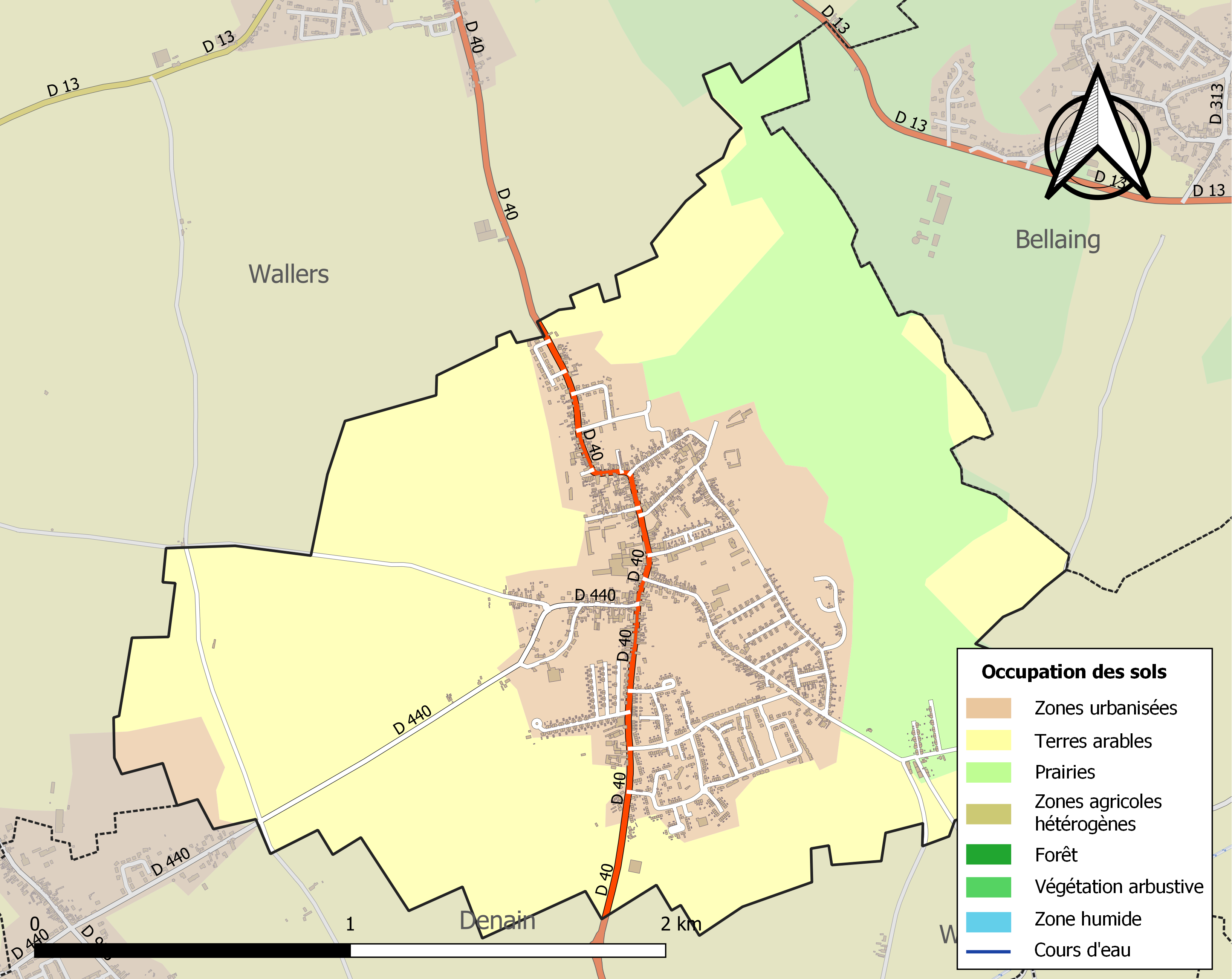
Carte des infrastructures et de l'occupation des sols de la commune en 2018 (CLC).

### Voies de communications et transports
La commune est desservie par la ligne 107 du réseau urbain Transvilles.

## Toponymie
Le nom de la localité est attesté sous les formes Avelue en 1132; Havlui en 1157; Havului en 1158 (cartulaire de Marchiennes); Avelui en 1230 (cartulaire du Mont St-Martin). Voir Aveluy (Somme).

## Histoire
Avant la Révolution française, Haveluy est le siège d'une seigneurie.
Au XVIIIe siècle, elle est détenue par Maximilien Albert Joseph de Sars, écuyer, seigneur d'Haveluy et de Curgies. Fils de Denis Joseph, écuyer, et de Catherine Jeanne Joseph Alliot, il nait à Valenciennes le 11 mai 1701 et y décède le 17 septembre 1772. Il est enterré à Curgies. Il épouse à Valenciennes en février 1724 Marie Catherine Ignace de Fourmestraux de Saint-Denis. Elle est la fille de Pierre Alexis , bourgeois de Lille, qui a acheté la charge de prévôt du comte de Valenciennes, et se qualifie de conseiller du roi. Il a adopté le nom de Fourmestraux de Saint-Denis, du nom d'une propriété de sa femme située près de Courtrai, pour se distinguer de ses cousins de Fourmestraux, nombreux à Lille. Fille de Gabrielle Wery, Marie Catherine Ignace nait en 1682 et meurt à Valenciennes le 31 juillet 1764, l'âge de 82 ans.
De 1793 à 1794 les Autrichiens séjournèrent en grand nombre et détruisirent presque entièrement Haveluy.

Deux puits de mine sont creusés en 1866 et 1869 par la compagnie des mines d'Anzin, l'exploitation a duré jusqu'en 1936 et on a extrait 7.209.600 tonnes de charbon. La fosse est fermée définitivement en 1954. Il ne reste plus de ce passé que les deux terrils. Le chevalet a été démoli en 1973. Après l'arrêt de la fosse la population continue à croître grâce à la proximité des fosses de Denain et de son industrie sidérurgique et métallurgique. (Usinor, Cail). C'est à partir des années 80 que la population connaît un brutal déclin dans toute la région, y compris dans la commune d'Haveluy, en raison des fermetures des mines et des aciéries environnantes.

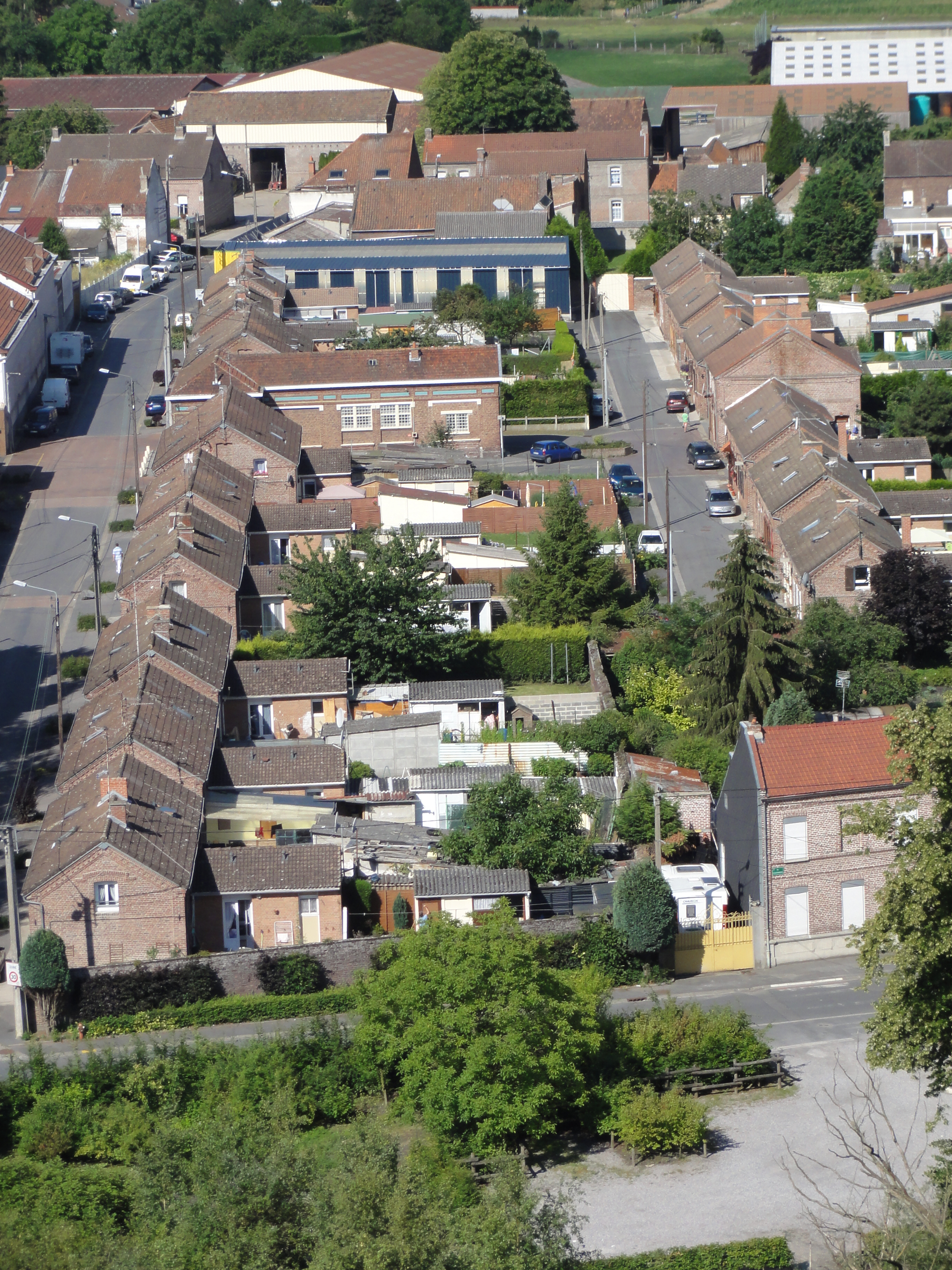
Vue sur les cités de la fosse Haveluy
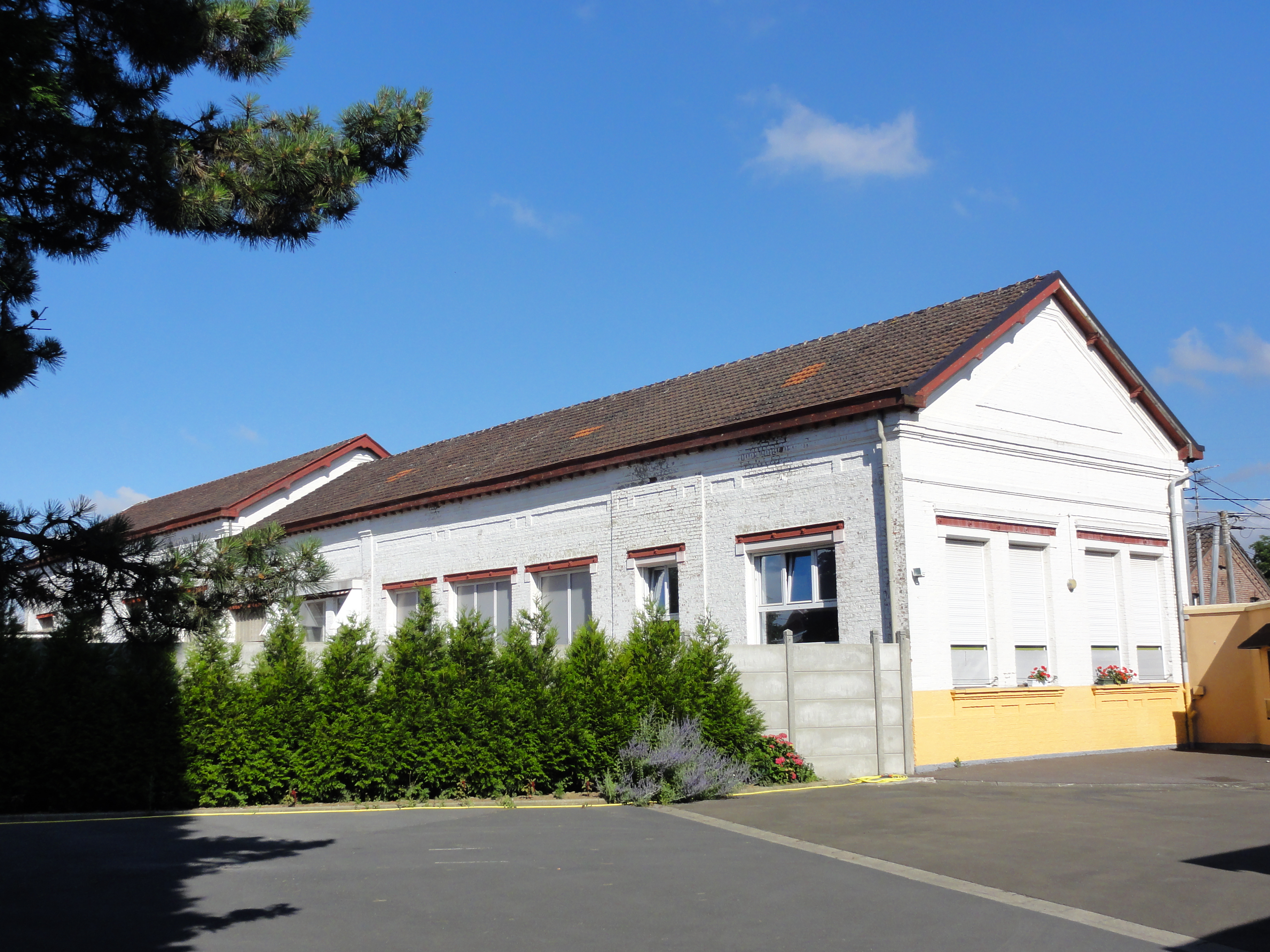
Un bâtiment de l'ancienne fosse Haveluy
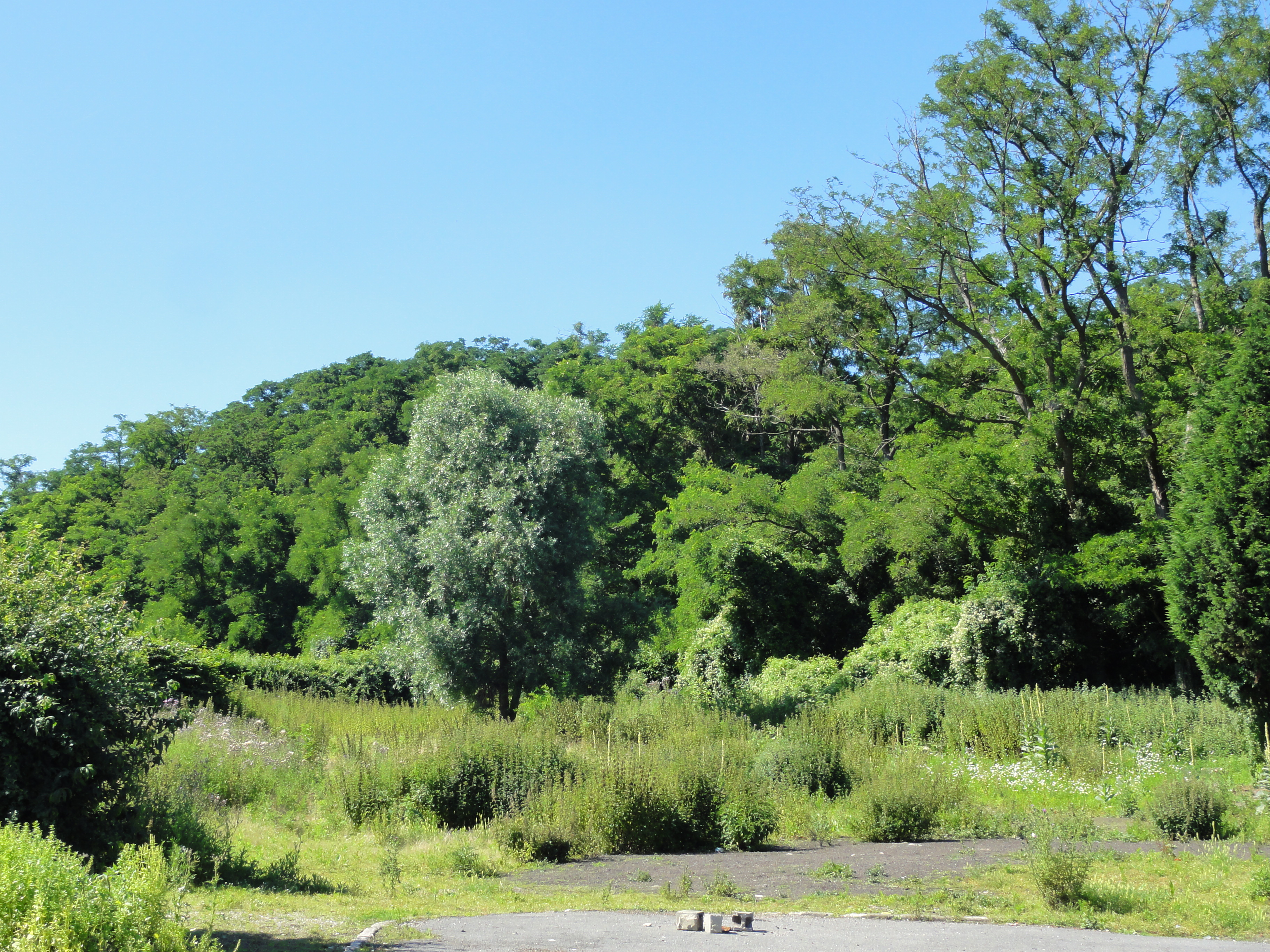
Terril Haveluy sud
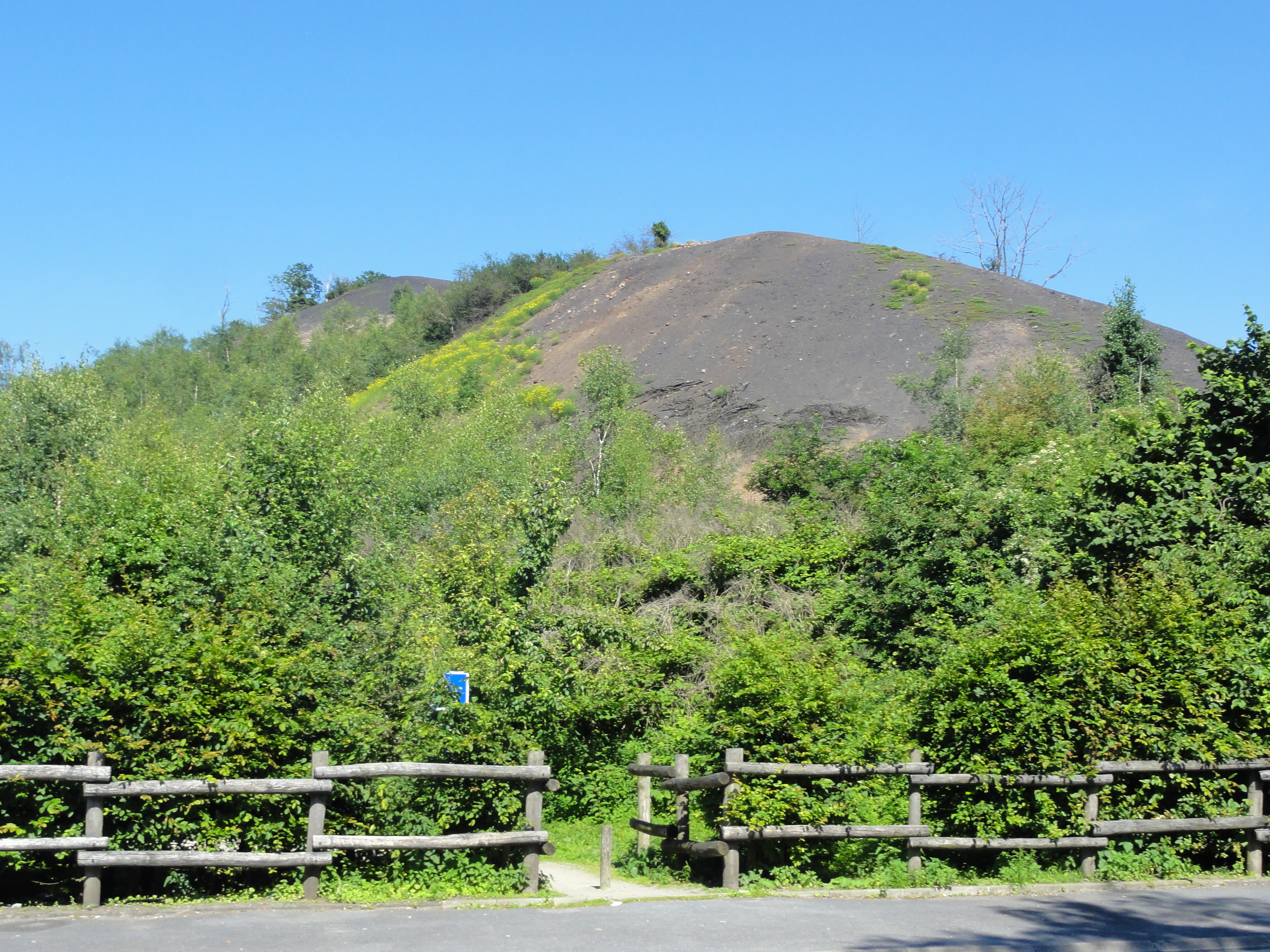
Terril Haveluy nord

## Héraldique
|  | Les armes de Haveluy se blasonnent ainsi : "D'argent à trois jumelles de gueules." |

## Politique et administration

### Liste des maires successifs
Maire en 1802-1803 : Carpentier.
Maire en 1807 : Behal.
Maire en 1881 : Soneau.

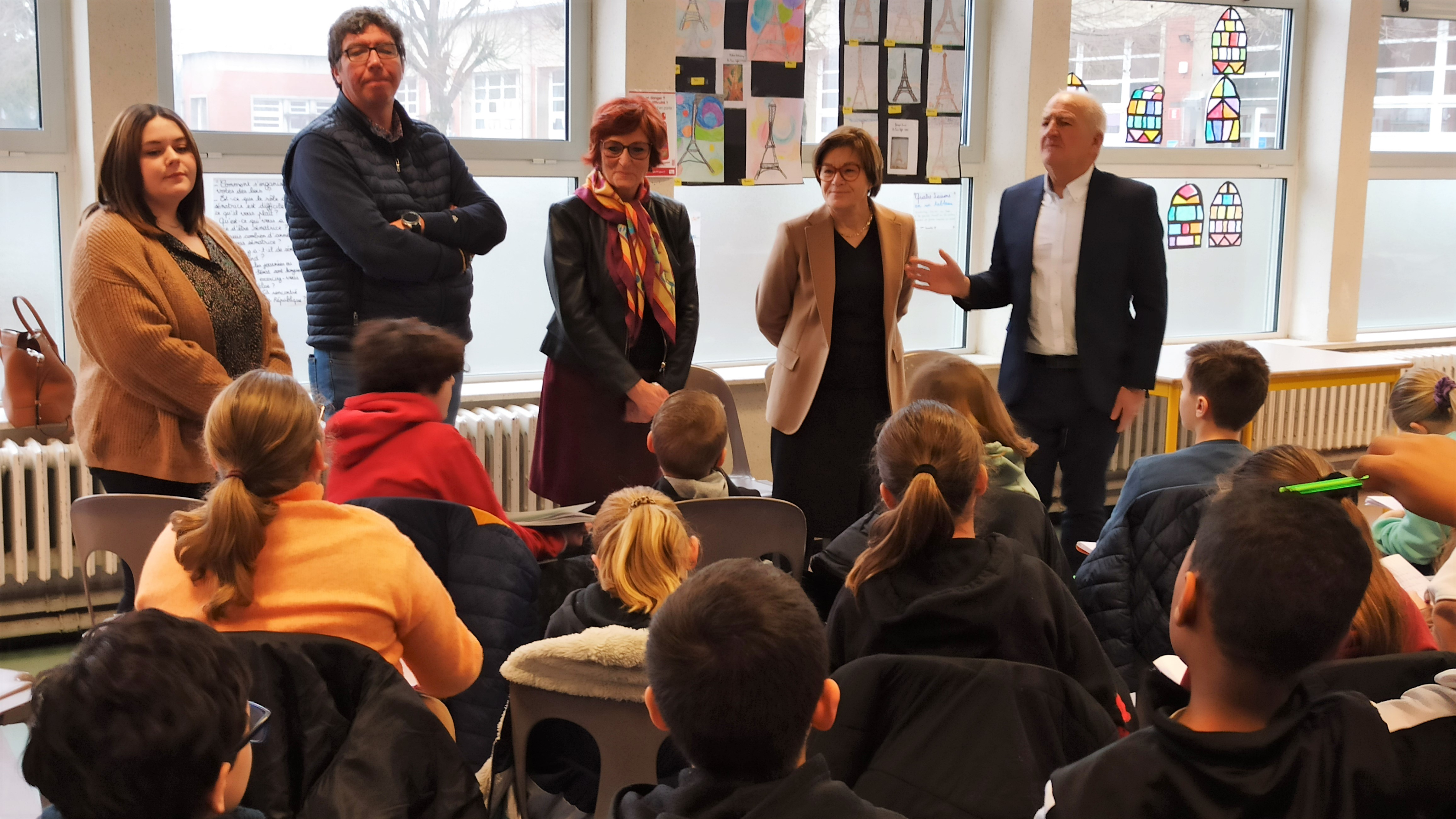
Jean-Paul Ryckelynck, maire de Haveluy accueillant la sénatrice Martine Filleul en l'école du centre, le 10 février 2023.

Maire de 1953 à 1961 : François Bauduin
Maire de 1961 à 1977 : Louis Rémy
| Identité                                         | Période   | Période          | Durée  | Étiquette                 |
| Identité                                         | Début     | Fin              | Durée  | Étiquette                 |
| ------------------------------------------------ | --------- | ---------------- | ------ | ------------------------- |
| Joseph Succi (d) (4 juillet 1923 - 24 juin 2015) | mars 1977 | 1999 (démission) | 22 ans | Parti communiste français |
| Bernard Éthuin (d),                              | 1999      | mars 2014        | 15 ans | Parti communiste français |
| Jean-Paul Ryckelynck (d) (né le 29 octobre 1961) | mars 2014 | En cours         | 11 ans | Parti socialiste          |

### Instances judiciaires et administratives
La commune relève du tribunal d'instance de Valenciennes, du tribunal de grande instance de Valenciennes, de la cour d'appel de Douai, du tribunal pour enfants de Valenciennes, du conseil de prud'hommes de Valenciennes, du tribunal de commerce de Valenciennes, du tribunal administratif de Lille et de la cour administrative d'appel de Douai.

## Population et société

### Démographie

#### Évolution démographique
L'évolution du nombre d'habitants est connue à travers les recensements de la population effectués dans la commune depuis 1800. Pour les communes de moins de 10 000 habitants, une enquête de recensement portant sur toute la population est réalisée tous les cinq ans, les populations de référence des années intermédiaires étant quant à elles estimées par interpolation ou extrapolation. Pour la commune, le premier recensement exhaustif entrant dans le cadre du nouveau dispositif a été réalisé en 2006.

En 2022, la commune comptait 3 224 habitants, en évolution de +3,04 % par rapport à 2016 (Nord : +0,51 %, France hors Mayotte : +2,11 %).
| 1800 | 1806 | 1821 | 1831 | 1836 | 1841 | 1846 | 1851 | 1856 |
| ---- | ---- | ---- | ---- | ---- | ---- | ---- | ---- | ---- |
| 456  | 540  | 607  | 689  | 653  | 687  | 712  | 732  | 802  |

| 1861 | 1866 | 1872  | 1876  | 1881  | 1886  | 1891  | 1896  | 1901  |
| ---- | ---- | ----- | ----- | ----- | ----- | ----- | ----- | ----- |
| 830  | 889  | 1 308 | 1 881 | 2 075 | 2 051 | 1 982 | 2 063 | 2 212 |

| 1906  | 1911  | 1921  | 1926  | 1931  | 1936  | 1946  | 1954  | 1962  |
| ----- | ----- | ----- | ----- | ----- | ----- | ----- | ----- | ----- |
| 2 276 | 2 294 | 2 088 | 2 645 | 2 682 | 2 647 | 2 689 | 3 799 | 4 053 |

| 1968  | 1975  | 1982  | 1990  | 1999  | 2006  | 2011  | 2016  | 2021  |
| ----- | ----- | ----- | ----- | ----- | ----- | ----- | ----- | ----- |
| 3 998 | 3 616 | 3 266 | 3 046 | 3 084 | 3 178 | 3 055 | 3 129 | 3 250 |

| 2022  | - | - | - | - | - | - | - | - |
| ----- | - | - | - | - | - | - | - | - |
| 3 224 | - | - | - | - | - | - | - | - |

#### Pyramide des âges
La population de la commune est relativement jeune.
En 2018, le taux de personnes d'un âge inférieur à 30 ans s'élève à 41,7 %, soit au-dessus de la moyenne départementale (39,5 %). À l'inverse, le taux de personnes d'âge supérieur à 60 ans est de 21,6 % la même année, alors qu'il est de 22,5 % au niveau départemental.
En 2018, la commune comptait 1 551 hommes pour 1 661 femmes, soit un taux de 51,71 % de femmes, légèrement inférieur au taux départemental (51,77 %).
Les pyramides des âges de la commune et du département s'établissent comme suit.
| Hommes | Classe d’âge | Femmes |
| ------ | ------------ | ------ |
| 0,1    | 90 ou +      | 0,9    |
| 5,5    | 75-89 ans    | 10,2   |
| 12,7   | 60-74 ans    | 13,8   |
| 19,1   | 45-59 ans    | 17,7   |
| 19,2   | 30-44 ans    | 17,4   |
| 22,3   | 15-29 ans    | 19,4   |
| 21,2   | 0-14 ans     | 20,6   |

| Hommes | Classe d’âge | Femmes |
| ------ | ------------ | ------ |
| 0,5    | 90 ou +      | 1,4    |
| 5,3    | 75-89 ans    | 8,1    |
| 14,8   | 60-74 ans    | 16,2   |
| 19,1   | 45-59 ans    | 18,4   |
| 19,5   | 30-44 ans    | 18,7   |
| 20,7   | 15-29 ans    | 19,1   |
| 20,2   | 0-14 ans     | 18     |

## Culture locale et patrimoine

### Lieux et monuments
- L'église Saint-Martin a été reconstruite de 1770 à 1772 à la suite de sa destruction par les Autrichiens en 1714. Le clocher date de 1619. Remarquable Autel en pierre et en chêne sculpté, œuvre de M Dubus maître-menuisier à Haveluy. L'assomption de Marie. Toile peinte en 1855.;
- L'ancien Calvaire date de 1837. Il fut restauré en 1950. Inscrit à l'inventaire des sites pittoresques du Nord en 1988. Faute d'entretien les magnifiques colonnes doriques se sont dégradées. Malheureusement, le vent en a eu raison en 1990. Un nouveau calvaire moderne a été construit à l'emplacement des ruines.
- La mairie a été construite en 1926. Deux autres lieux ont servi de mairie. L'un d'eux existe toujours et a été récemment transformé en lieu de culte pour la communauté musulmane (islamique) Haveluynoise.
- Deux fermes datent d'avant 1500: La ferme de Méaux (ferme Olivier aujourd'hui pension pour chevaux), et la Grande Cense (aujourd'hui Habitation M. Deforge—tailleur de pierre).
- L'étang de la Fontaine.

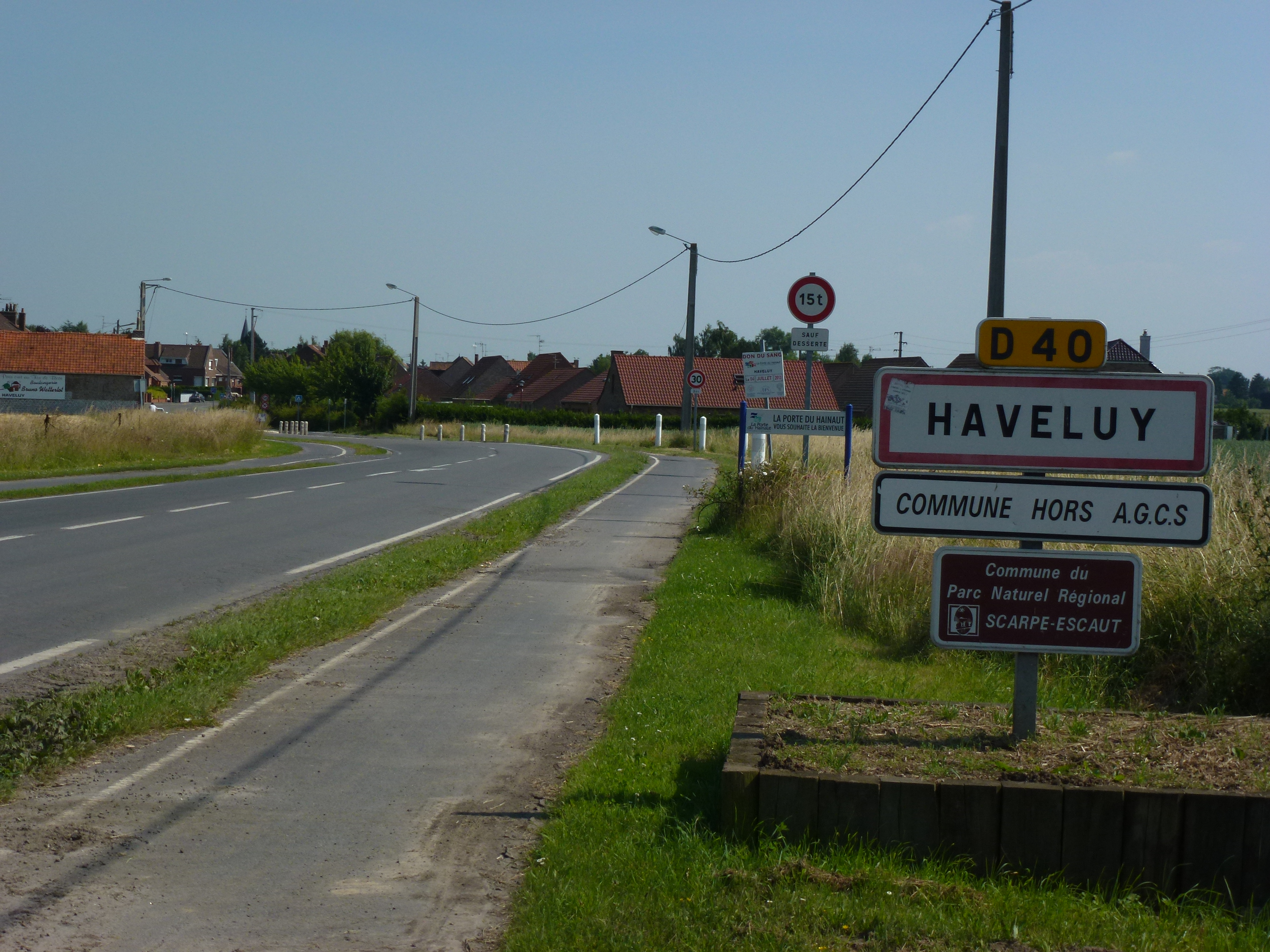
Entrée d'Haveluy
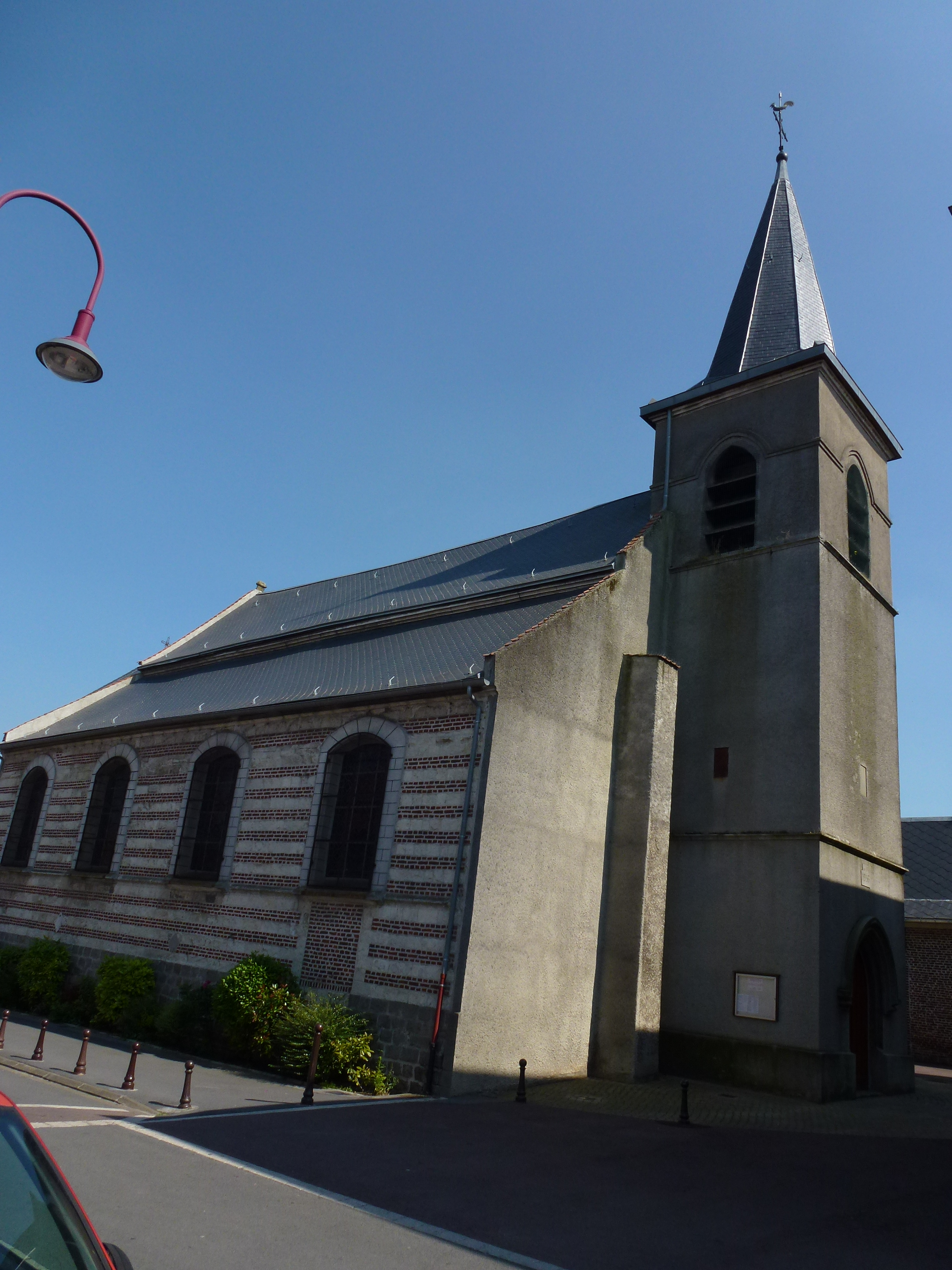
L'église Saint-Martin
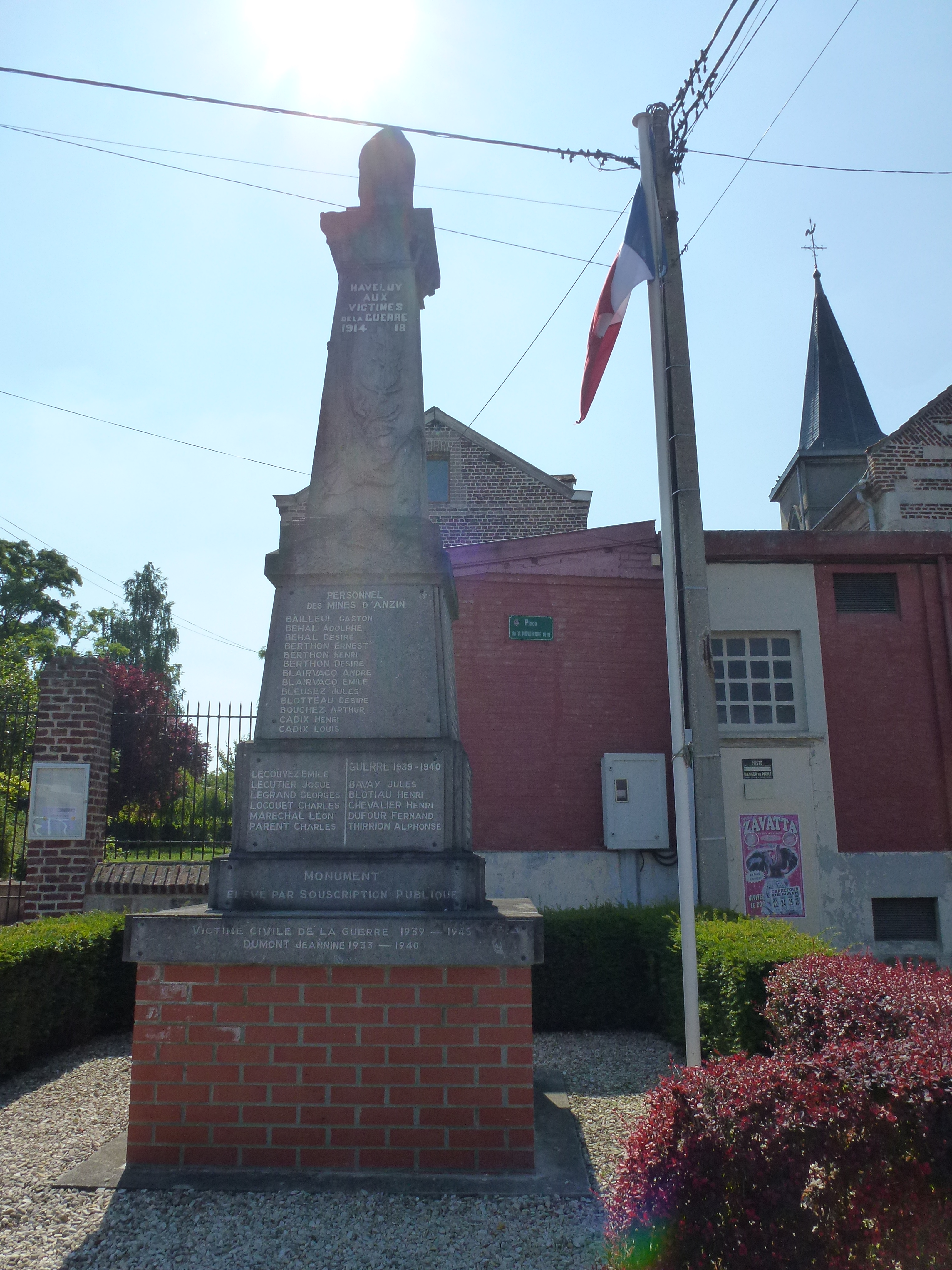
Monument aux morts
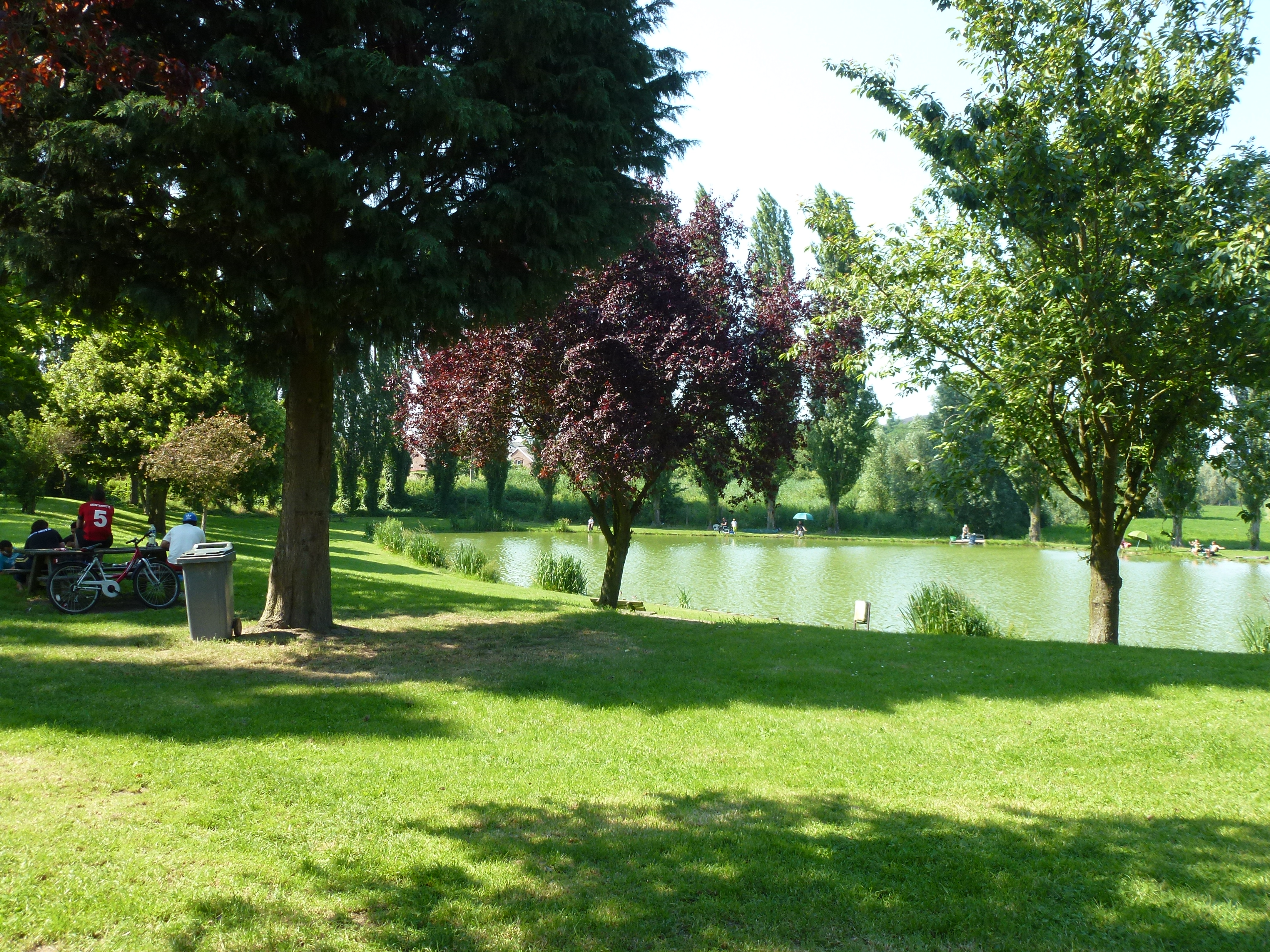
Étang de la Fontaine

### Personnes liés à la commune
- Henri Blot (1908-1945) créateur et chef de la Résistance FTPF de Denain et des communes environnantes, arrêté le 19 août 1942, mort en 1945 pendant son retour de déportation, à Strasbourg.
- Jean le Robert (?-1468), né dans la commune, abbé de Saint Aubert démissionne en 1469. Philippe Bloquet de Cambray lui succède (almanach historique de Cambray)

## Pour approfondir